# Marchantia quadrata
Marchantia quadrata là một loài Rêu trong họ Marchantiaceae. Loài này được Scop. mô tả khoa học đầu tiên năm 1772.

## Hình ảnh

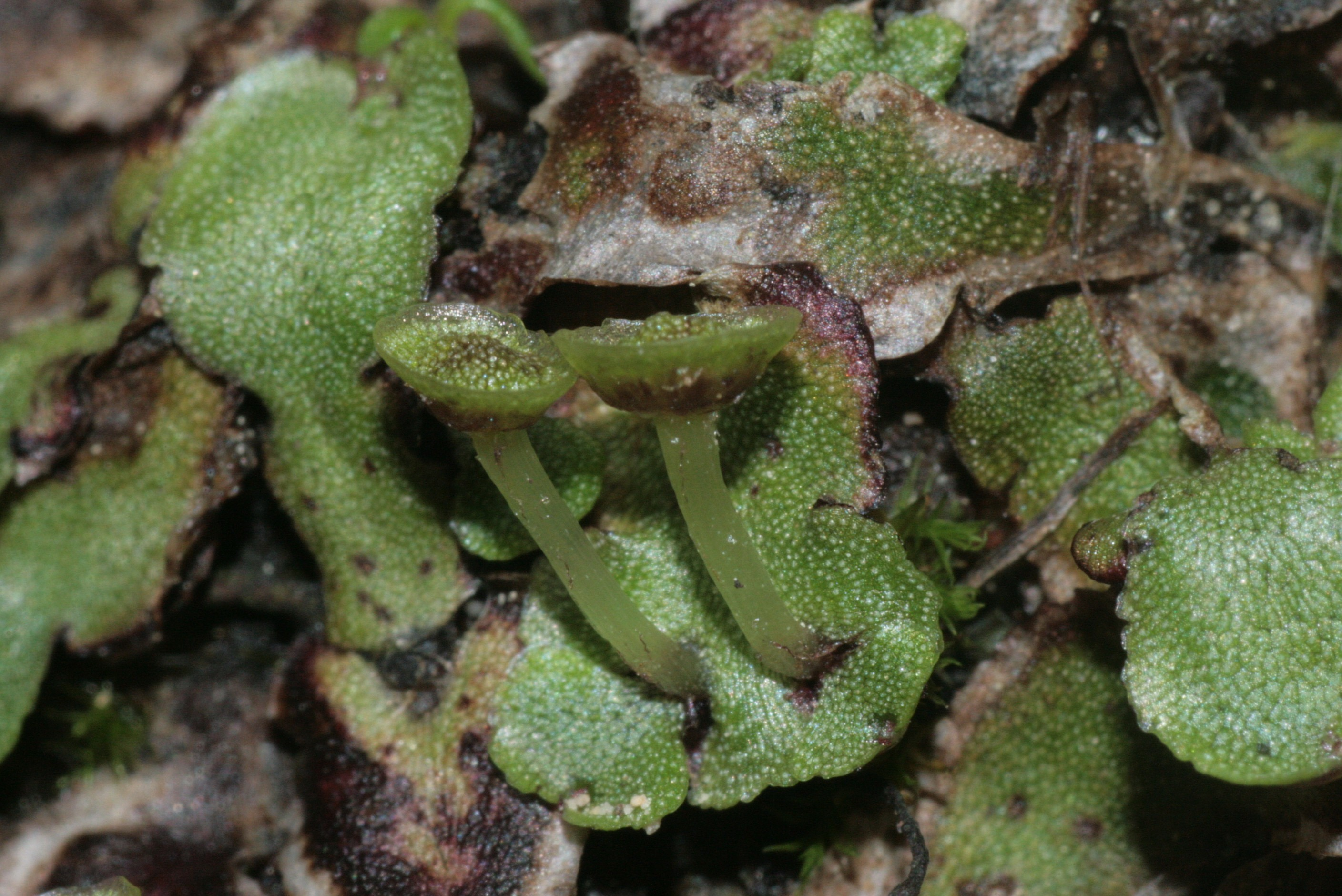
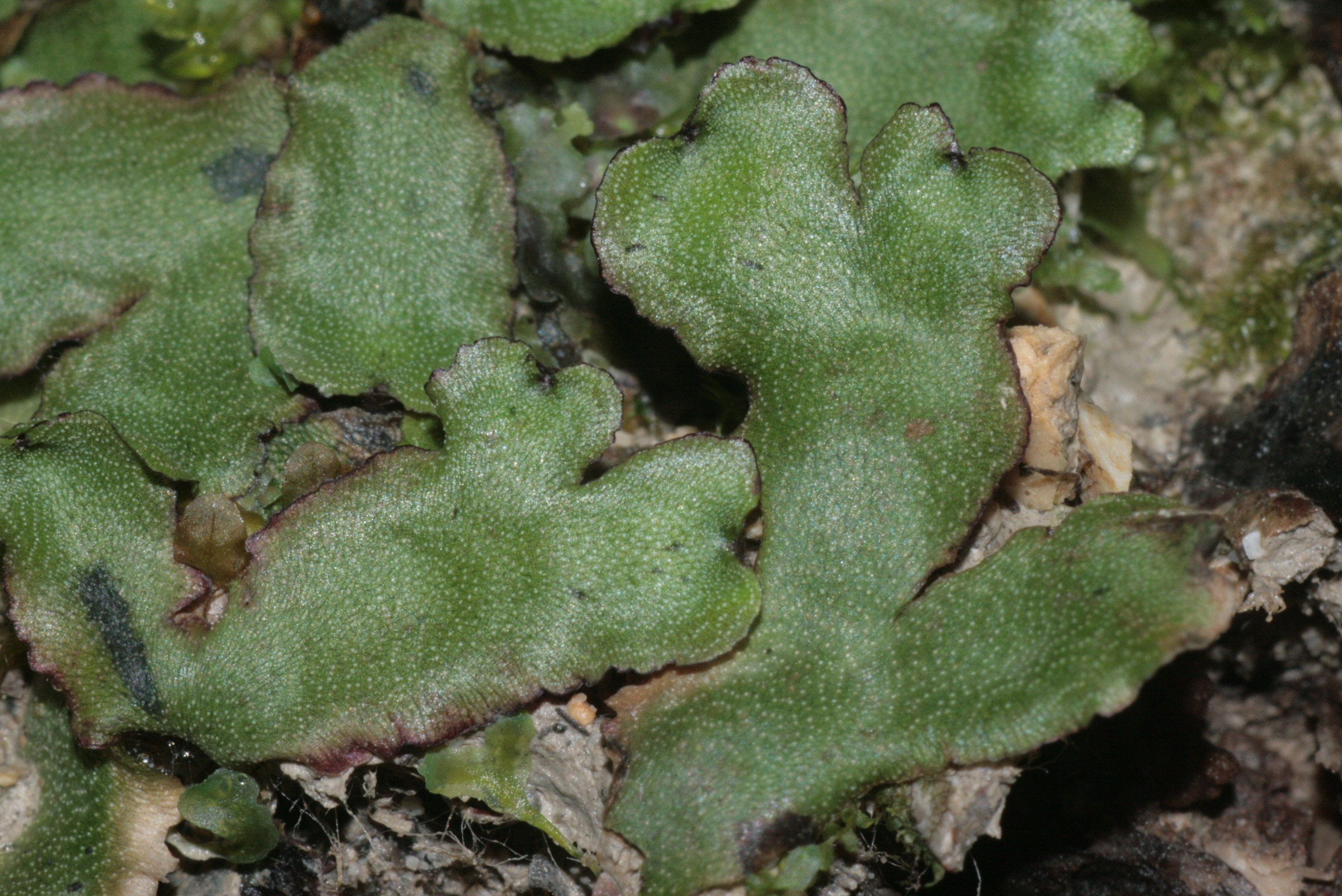
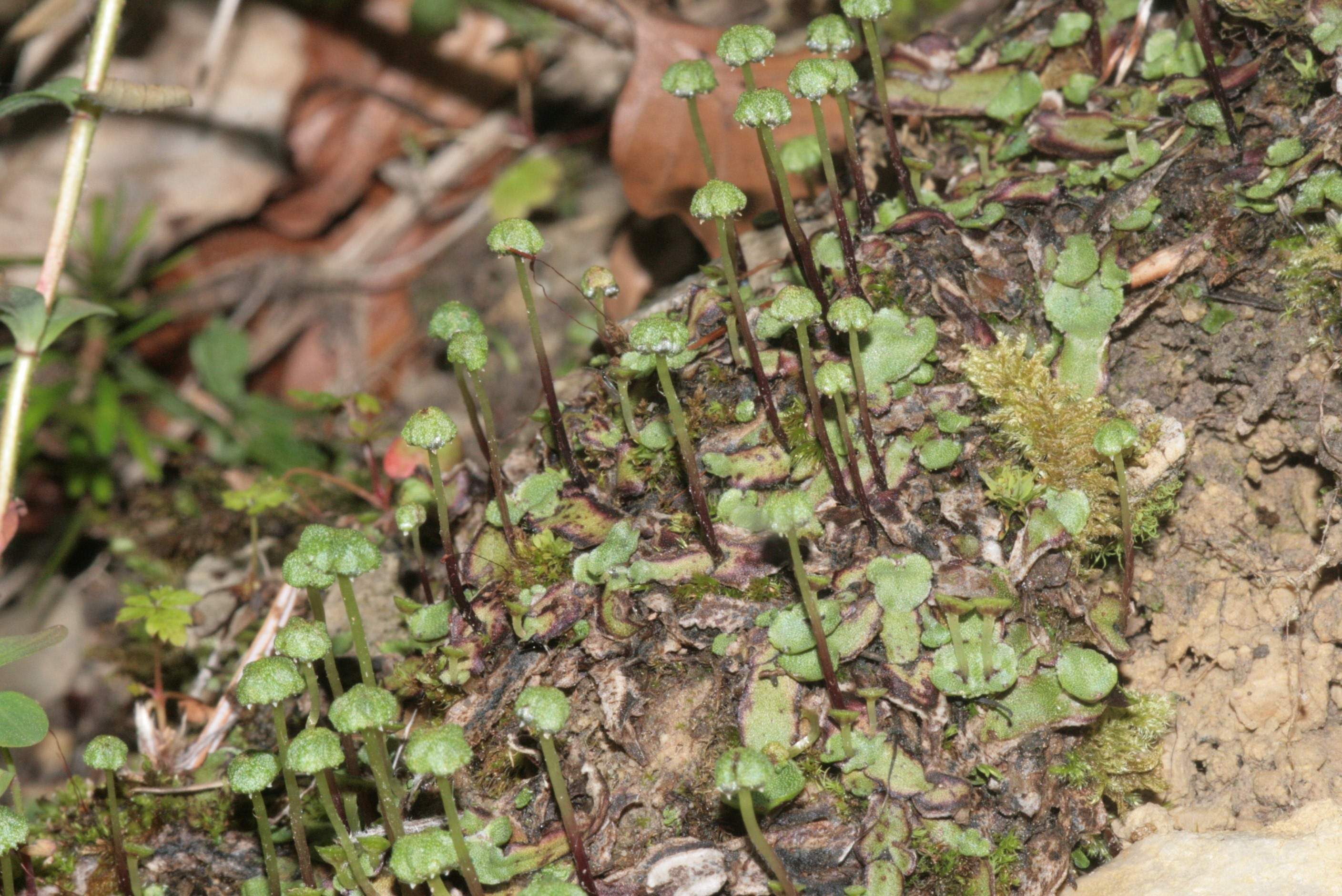
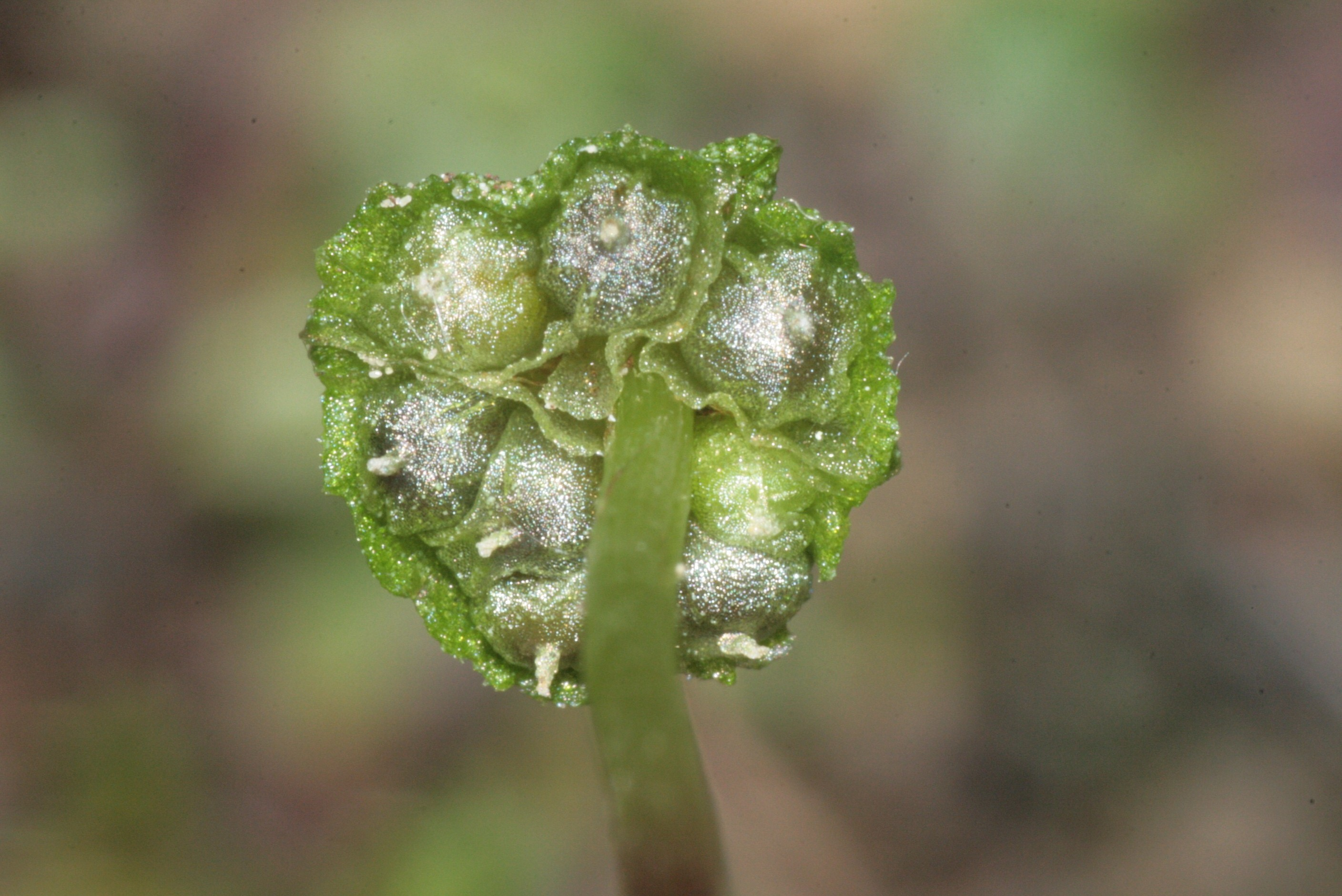